# Cárdenas (Táchira)
Cárdenas é um município da Venezuela localizado no estado de Táchira.
A capital do município é a cidade de Táriba.